# Quittenbach
Quittenbach ist eine zur Ortschaft Klingenthal gehörige Streusiedlung der Stadt Klingenthal im sächsischen Vogtlandkreis. Die Siedlung gehört zur Gemarkung Klingenthal und liegt direkt an der Grenze zu Tschechien.

## Geografie

### Lage
Quittenbach liegt im Südosten des sächsischen Teils des historischen Vogtlands, gehört aber bezüglich des Naturraums zum Westerzgebirge. Die Siedlung besteht aus mehreren Häusergruppen, die verstreut am Westufer des Quittenbachs bis zu dessen Mündung in die Zwota liegen. Das Ostufer des Grenzflusses gehört bereits zur Tschechischen Republik. Quittenbach liegt östlich des Klingenthaler Stadtzentrums zwischen Körnerberg im Westen und dem tschechischen Eibenberg im Osten. Quittenbach liegt im Naturpark Erzgebirge/Vogtland.

### Nachbarorte
|                                            | Untersachsenberg                            | Bublava (Schwaderbach)                                         |
| Kriegberg (heute: Körnerberg/Friedensberg) | Kompassrose, die auf Nachbargemeinden zeigt | Tisová u Kraslic (Eibenberg), Zelená Hora u Kraslic (Grünberg) |
| Unterklingenthal                           |                                             | Kraslice (Graslitz)                                            |

## Geschichte
Die Entstehung der Siedlung Quittenbach am gleichnamigen Grenzbach ist eng mit der Entstehung der Siedlung Klingenthal verbunden. Im Zuge des Bergbaus in den Tälern der Brunndöbra und Zwota wurde um 1591 der „Hellhammer“ bzw. „Höllhammer“ fertiggestellt, welcher der Verhüttung der Erze diente und als Keimzelle des späteren Klingenthals angesehen wird. Dieses wurde 1604 als Hammersiedlung erstmals unter diesem Namen erwähnt. Die Siedlung am Quittenbach gehörte ursprünglich nicht zu Klingenthal, sondern war als Lehen in Voigtsberg eingetragen. Im Jahre 1626 hatte Georg Christoph von Boxberg von Hellhammer zu Errichtung eines Hammerwerks nachgesucht, was ihm jedoch aus Sorge vor möglichen Schäden an der Flur nicht gewährt wurde. Stattdessen wurde ihm erlaubt vier Häuser mit zugehöriger landwirtschaftlicher Nutzfläche einzurichten. Seit der Belehnung an von Boxberg im Jahr 1626 gehört Quittenbach zu Klingenthal.
Im 17. Jahrhundert siedelten sich zahlreiche protestantische Glaubensflüchtlinge (Exulanten), besonders aus dem böhmischen Nachbarort Graslitz in Quittenbach und Klingenthal an, die im Zuge der Gegenreformation ihre böhmische Heimat verließen. Sie brachten ihre Fähigkeiten und Fertigkeiten im Geigenbau mit, wodurch die Region binnen kurzer Zeit zu einem Zentrum des Geigenbaus wurde (siehe: Geschichte des Geigenbaus in Klingenthal). Die herausragende Persönlichkeit des Klingenthaler Geigenbaus war Caspar Hopf (1650 bis 1711), der sich in Quittenbach niederließ und dessen Nachfahren über viele Generationen das Geigenbauerhandwerk betrieben. Weiterhin waren in Quittenbach u. a. die Geigenbauer Johann Krauss (um 1672), Friedrich Wilhelm Meisel (1749 bis 1814) und die Familie Hoyer (18. Jahrhundert) tätig.
Quittenbach lag bis 1856 im kursächsischen bzw. königlich-sächsischen Amt Voigtsberg. Nach 1856 gehörte Quittenbach zum Gerichtsamt Klingenthal und ab 1875 zur Amtshauptmannschaft Auerbach. Die Siedlung zählte im Jahr 1843 48 Einwohner und im Jahr 1890 83 Einwohner.
Durch die zweite Kreisreform in der DDR kam Quittenbach als Gemeindeteil von Klingenthal im Jahr 1952 zum Kreis Klingenthal im Bezirk Chemnitz (1953 in Bezirk Karl-Marx-Stadt umbenannt), der 1990 als sächsischer Landkreis Klingenthal fortgeführt wurde und 1996 im Vogtlandkreis aufging. Die Streusiedlung Quittenbach, die sich an der Grenze zu Tschechien am Westufer des Quittenbachs entlang zieht, liegt an der „Quittenbachstraße“.